# Estelle Youssouffa
Estelle Youssouffa (Châtenay-Malabry, 31 luglio 1978) è una politica francese
.

## Biografia
Estelle Youssouffa è nata a Châtenay-Malabry da padre militare Mahoran e madre infermiera metropolitana.
Lei continuato gli studi a Mayotte fino a quando non ha conseguito il diploma di maturità al liceo Mamoudzou.
Successivamente è entrata a far parte della IUT di Tours dove si è formata in giornalismo, quindi ha proseguito i suoi studi presso l'Università del Quebec in Canada in Scienze Politiche.
È diventata giornalista e conduttrice televisiva lavorando per LCI, TV5 Monde, Al Jazeera, BFM TV e iTélé.
Carriera politica
È apparsa durante la crisi che ha paralizzato l'isola nel 2018, dopo essere stata candidata alle elezioni legislative di Mayotte tenutesi a nel 2022, per il primo collegio elettorale di Mayotte.
Il 19 giugno 2022, è stata eletta deputata per il 1° collegio elettorale di Mayotte, ed è succeduta a Ramlati Ali.
All'Assemblea Nazionale
Il 22 giugno 2022, sono entrati a far parte del gruppo Libertà, Indipendenti, Oltremare e Territori, per il quale ha fatto parte della Commissione Affari Esteri, Allo stesso modo, con altri sei deputati, è stata nominata vicepresidente della delegazione all'estero dell'Assemblea nazionale.